# Robert-Magny-Laneuville-à-Rémy

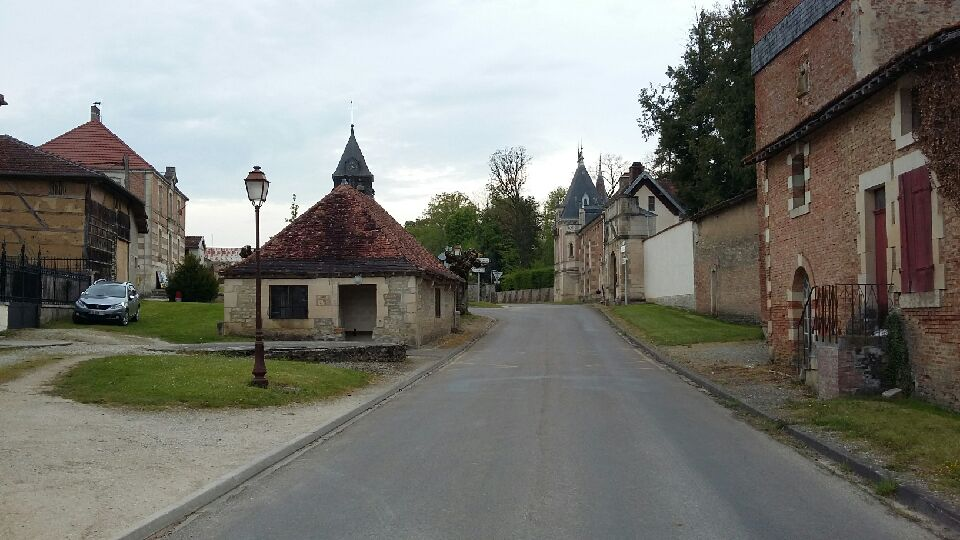
Imatge de la població.

Robert-Magny-Laneuville-à-Rémy és un municipi francès situat al departament de l'Alt Marne i a la regió de Alsàcia - Xampanya-Ardenes - Lorena. L'any 2007 tenia 284 habitants.

## Demografia

### Població
El 2007 la població de fet de Robert-Magny-Laneuville-à-Rémy era de 284 persones. Hi havia 114 famílies de les quals 40 eren unipersonals (20 homes vivint sols i 20 dones vivint soles), 31 parelles sense fills, 31 parelles amb fills i 12 famílies monoparentals amb fills.
La població ha evolucionat segons el següent gràfic:
Habitants censats

### Habitatges
El 2007 hi havia 140 habitatges, 118 eren l'habitatge principal de la família, 14 eren segones residències i 8 estaven desocupats. 138 eren cases i 1 era un apartament. Dels 118 habitatges principals, 107 estaven ocupats pels seus propietaris, 8 estaven llogats i ocupats pels llogaters i 3 estaven cedits a títol gratuït; 4 tenien dues cambres, 13 en tenien tres, 27 en tenien quatre i 73 en tenien cinc o més. 89 habitatges disposaven pel capbaix d'una plaça de pàrquing. A 45 habitatges hi havia un automòbil i a 57 n'hi havia dos o més.

### Piràmide de població
La piràmide de població per edats i sexe el 2009 era:
| Homes | Edats   | Dones |
| ----- | ------- | ----- |
| 0     | 95 o +  | 4     |
| 0     | 90 a 94 | 0     |
| 0     | 85 a 89 | 0     |
| 8     | 80 a 84 | 4     |
| 0     | 75 a 79 | 8     |
| 8     | 70 a 74 | 8     |
| 0     | 65 a 69 | 4     |
| 4     | 60 a 64 | 0     |
| 8     | 55 a 59 | 8     |
| 8     | 50 a 54 | 8     |
| 8     | 45 a 49 | 4     |
| 8     | 40 a 44 | 4     |
| 4     | 35 a 39 | 4     |
| 12    | 30 a 34 | 12    |
| 12    | 25 a 29 | 20    |
| 12    | 20 a 24 | 4     |
| 12    | 15 a 19 | 8     |
| 0     | 10 a 14 | 0     |
| 4     | 5 a 9   | 8     |
| 8     | 0 a 4   | 8     |

## Economia
El 2007 la població en edat de treballar era de 177 persones, 122 eren actives i 55 eren inactives. De les 122 persones actives 116 estaven ocupades (69 homes i 47 dones) i 6 estaven aturades (3 homes i 3 dones). De les 55 persones inactives 24 estaven jubilades, 9 estaven estudiant i 22 estaven classificades com a «altres inactius».

### Ingressos
El 2009 a Robert-Magny-Laneuville-à-Rémy hi havia 125 unitats fiscals que integraven 315 persones, la mediana anual d'ingressos fiscals per persona era de 16.500 €.

### Activitats econòmiques
Dels 10 establiments que hi havia el 2007, 1 era d'una empresa de fabricació d'altres productes industrials, 6 d'empreses de construcció, 1 d'una empresa de comerç i reparació d'automòbils, 1 d'una entitat de l'administració pública i 1 d'una empresa classificada com a «altres activitats de serveis».
Dels 4 establiments de servei als particulars que hi havia el 2009, 1 era un paleta, 1 guixaire pintor, 1 fusteria i 1 lampisteria.
L'únic establiment comercial que hi havia el 2009 era una botiga de material esportiu.
L'any 2000 a Robert-Magny-Laneuville-à-Rémy hi havia 12 explotacions agrícoles que ocupaven un total de 581 hectàrees.

## Equipaments sanitaris i escolars
El 2009 hi havia una escola elemental integrada dins d'un grup escolar amb les comunes properes formant una escola dispersa.

## Poblacions més properes
El següent diagrama mostra les poblacions més properes.